# Manhiça
Manhiça es una villa y un municipio mozambicano, sede del distrito del mismo nombre, en la provincia de Maputo. Esta villa se encuentra localizada cerca de 70 km al norte de la ciudad de Maputo, sobre la Estrada Nacional 1 –que recorre el país de norte a sur– y sobre la margen derecha del río Incomati. El municipio tiene una superficie de cerca de 250 km² y una población de 57 512 habitantes en 2007.
Manhiça fue elevada a la categoría de villa (vila) el 18 de mayo de 1957 y se convirtió en municipio desde 1998, con un gobierno local electo. 
La primera presidente del Consejo Municipal de Manhiça fue Laura Daniel Tamele, electa en 1998, siendo sucedida en 2003 por Alberto Chicuamba, reelecto para el cargo en 2008. Ambos, fueron representantes del Partido Frelimo.
En Manhiça está establecido el Centro de Investigación en Salud de Manhiça (CISM), un importante centro de investigación creado en 1996 con el objetivo de impulsar la investigación biomédica en áreas prioritarias en el campo sanitaria, especialmente en la búsqueda de avances en la lucha contra la malaria.